# Listă de guvernatori ai statului Alaska, Statele Unite ale Americii

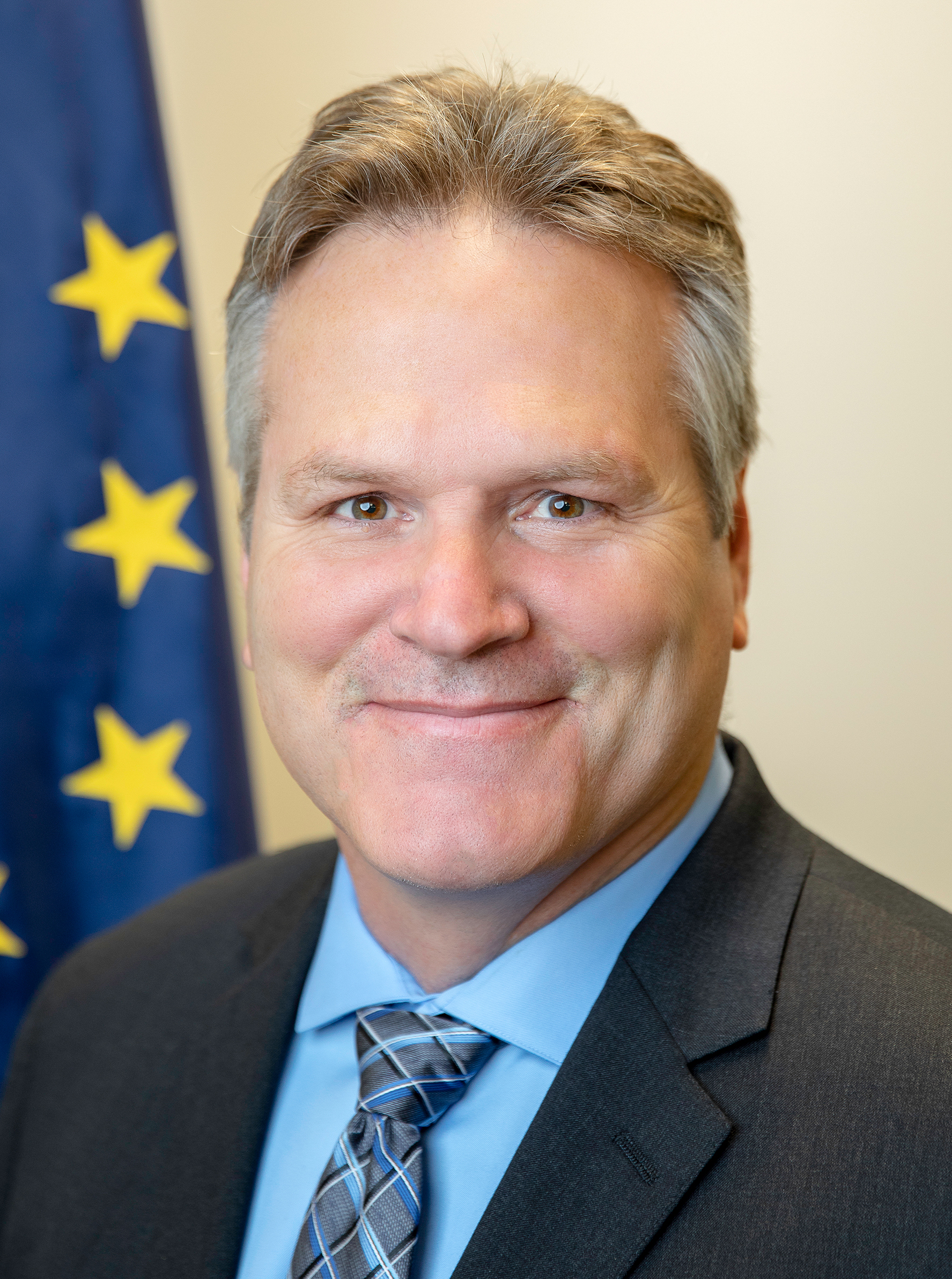
Mike Dunleavy, cel de-al 12-lea guvernator al statului

Guvernatorul statului Alaska, conform originalului, [The] Governor of Alaska, este șeful puterii executive din guvernul statului Alaska, respectiv comandantul forţelor militare ale statului. Îndatoririle guvernatorului includ, dar nu se limitează la, aplicarea legilor statului și puterea de a aproba sau respinge proiectele de legi ale statului, care au fost aprobate de Legislatura statului Alaska. de a ordona întrunirea legislativului statal, respectiv de a acorda amnistiții, cu excepția cazurilor de impeachment.

## Liderii politici și militari ai Alaskăi

### Guvernatorii statului Alaska
Alaska a fost cel de-al patruzeci și nouălea stat al Statelor Unite care a fost admis în Uniune la 3 ianuarie 1959. 
În perioada scursă de la admiterea în Uniune până astăzi, a existat un echilibru al guvernatorilor aleși, care au reprezentat de câte cinci ori Republicanii și de cinci ori Democrații, respectiv o dată, în cazul lui Walter J. Hickel, partidul local, [the] Alaskan Independence Party (cunoscut și ca AIP), de-a lungul celui de-al doilea mandat al său. Întrucât mulți republicani au fost nemulțumiți cu desemnarea lui Arliss Sturgulewski în calitate de candidat pentru postul de guvernator al statului Alaska, la alegerile generale din 1990, Hickel a atras voturi din ambele părți ale spectrului politic. Oricum, Hickel nu a împărtășit niciodată ideile secesioniste ale AIP, și ca atare, s-a mutat înapoi la Partidul republican înaintea încheierii termenului său în oficiu.
Partide politice
      Alaskan Independence (1)
      Democratic (5)
      Independent (1)
      Republican (7)
| #  | Governator     | Governator          | Start termen     | Terminare termen | Partid politic       | Lieutenant Governor | Lieutenant Governor | Terms |
| -- | -------------- | ------------------- | ---------------- | ---------------- | -------------------- | ------------------- | ------------------- | ----- |
| 1  |                | William Allen Egan  | 3 ianuarie 1959  | 5 decembrie 1966 | Democratic           |                     | Hugh Wade           | 2     |
| 2  |                | Wally Hickel        | 5 decembrie 1966 | 29 ianuarie 1969 | Republican           |                     | Keith Harvey Miller | 1⁄2   |
| 3  |                | Keith Harvey Miller | 29 ianuarie 1969 | 7 decembrie 1970 | Republican           |                     | Robert W. Ward      | 1⁄2   |
| 1  |                | William Allen Egan  | 7 decembrie 1970 | 2 decembrie 1974 | Democrat             |                     | H. A. Boucher       | 1     |
| 4  |                | Jay Hammond         | 2 decembrie 1974 | 6 decembrie 1982 | Republican           |                     | Lowell Thomas, Jr.  | 2     |
| 4  | Terry Miller   | Jay Hammond         | 2 decembrie 1974 | 6 decembrie 1982 | Republican           |                     |                     | 2     |
| 5  |                | Bill Sheffield      | 6 decembrie 1982 | 1 decembrie 1986 | Democrat             |                     | Stephen McAlpine    | 1     |
| 6  |                | Steve Cowper        | 1 decembrie 1986 | 3 decembrie 1990 | Democrat             |                     | Stephen McAlpine    | 1     |
| 2  |                | Wally Hickel        | 3 decembrie 1990 | 5 decembrie 1994 | Alaskan Independence |                     | Jack Coghill        | 1     |
| 2  | Republican     | Wally Hickel        | 3 decembrie 1990 | 5 decembrie 1994 |                      |                     | Jack Coghill        | 1     |
| 7  |                | Tony Knowles        | 5 decembrie 1994 | 2 decembrie 2002 | Democrat             |                     | Fran Ulmer          | 2     |
| 8  |                | Frank Murkowski     | 2 decembrie 2002 | 4 decembrie 2006 | Republican           |                     | Loren Leman         | 1     |
| 9  |                | Sarah Palin         | 4 decembrie 2006 | 26 iulie 2009    | Republican           |                     | Sean Parnell        | 1⁄2   |
| 10 |                | Sean Parnell        | 26 iulie 2009    | 1 decembrie 2014 | Republican           |                     | Craig Campbell      | 1⁄2   |
| 10 | Mead Treadwell | Sean Parnell        | 26 iulie 2009    | 1 decembrie 2014 | Republican           |                     |                     | 1⁄2   |
| 11 |                | Bill Walker         | 1 decembrie 2014 | Incumbent        | Independent          |                     | Byron Mallott       | 1     |

### Foști guvernatori în viață
Conform datelor din decembrie 2008, șapte foști guvernatori erau în viață, incluzând Michael Anthony Stepovich, ultimul guvernator pre-statal din Statele Unite aflat în viață. Cel mai recent deces al unui fost guvernator al Alaska a fost cea a lui Jay Hammond (1974 – 1982), în 2 august 2005.
| Guvernator                | Termen guvernatorial     | Data nașterii               |
| ------------------------- | ------------------------ | --------------------------- |
| Michael Anthony Stepovich | 1957 – 1958 (teritorial) | 12 martie 1919 (106 ani)    |
| Walter J. Hickel          | 1966 – 1969, 1990 – 1994 | 18 august 1919 (105 ani)    |
| Keith Miller              | 1969 – 1970              | 1 martie 1925 (100 de ani)  |
| Bill Sheffield            | 1982 – 1986              | 26 iunie 1928 (96 de ani)   |
| Steve Cowper              | 1986 – 1990              | 21 august 1938 (86 de ani)  |
| Tony Knowles              | 1994 – 2002              | 1 ianuarie 1943 (82 de ani) |
| Frank Murkowski           | 2002 – 2006              | 28 martie 1933 (91 de ani)  |